# Tomosvaryella teligera
Tomosvaryella teligera är en tvåvingeart som beskrevs av Kuznetzov 1994. Tomosvaryella teligera ingår i släktet Tomosvaryella och familjen ögonflugor.
Artens utbredningsområde är Kazakstan. Inga underarter finns listade i Catalogue of Life.